# Trhypochthoniellus taisetsuensis
Trhypochthoniellus taisetsuensis är en kvalsterart som beskrevs av Kuriki 2005. Trhypochthoniellus taisetsuensis ingår i släktet Trhypochthoniellus och familjen Trhypochthoniidae. Inga underarter finns listade i Catalogue of Life.